# Laevidentalium largicrescens
Laevidentalium largicrescens är en blötdjursart som först beskrevs av Tate 1899.  Laevidentalium largicrescens ingår i släktet Laevidentalium och familjen Laevidentaliidae. Inga underarter finns listade i Catalogue of Life.